# Elton Brand
Elton Tyron Brand (11 de março de 1979) é um ex-jogador profissional de basquete americano e atual gerente geral do Philadelphia 76ers da National Basketball Association (NBA).
Depois de jogar basquete universitário pelo Duke Blue Devils, ele foi selecionado pelo Chicago Bulls como a primeira escolha geral no Draft da NBA de 1999. Ele mais tarde jogou pelo Philadelphia 76ers, Los Angeles Clippers, Dallas Mavericks e Atlanta Hawks.
Ele foi duas vezes selecionado para jogar no All-Star Game e foi selecionado para a Segunda-Equipe All-NBA em 2006.

## Carreira no ensino médio
Brand frequentou a Peekskill High School, onde foi imediatamente adicionado ao elenco do basquete. Ele teve médias de 40 pontos e 20 rebotes, jogou na AAU com os futuros jogadores da NBA, Lamar Odom e Ron Artest, e, em seu último ano, foi classificado consistentemente entre os melhores jogadores de basquete do país e foi selecionado como o Mr. Basketball de New York. Ao mesmo tempo, ele se tornou uma espécie de herói cult em Peekskill, ajudando seu time a ganhar dois títulos estaduais.
Recrutado pesadamente após sua carreira de sucesso no ensino médio, Brand decidiu se matricular na Duke University ao lado de um grupo de outras estrelas do ensino médio, incluindo Shane Battier.

## Carreira universitária
Em seu segundo ano, Brand era a presença dominante na equipe de Duke que é amplamente considerada uma das equipes mais talentosas da história recente da NCAA. Depois de liderar os Blue Devils para a final do Torneio da NCAA - onde foram derrotados por Connecticut - Brand foi eleito o Jogador Nacional do Ano.
Posteriormente, ele decidiu deixar Duke e se declarou para o Draft da NBA de 1999. Brand, William Avery e Corey Maggette foram os primeiros três jogadores sob o comando de Mike Krzyzewski a partir mais cedo para o draft e não jogar os quatro anos completos em Duke.

## Carreira profissional

### Chicago Bulls (1999–2001)
Em 30 de junho de 1999, Brand foi selecionado pelo Chicago Bulls como a primeira escolha geral do Draft da NBA de 1999. Como novato, ele foi nomeado o MVP do Rookie Challenge no All-Star Weekend. Ele terminou a temporada com médias de 20,1 pontos e 10 rebotes, e compartilhou o Prêmio de Novato do Ano da NBA com o armador do Houston Rockets, Steve Francis.
Durante grande parte da temporada de 2000-01, Brand foi aclamado como a peça-chave de uma possível nova dinastia de Chicago. Brand teve médias de 20,1 pontos e 10,1 rebotes; sua média de 3,9 rebotes ofensivos foram os segundos melhores da NBA.

### Los Angeles Clippers (2001–2008)

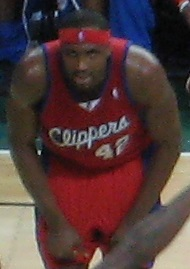
Brand jogou no Los Angeles Clippers por seis temporadas.

Depois de duas temporadas de sucesso com os Bulls, Brand foi negociado com o Los Angeles Clippers em junho de 2001 em troca de Brian Skinner e Tyson Chandler. Em 2002, Brand se tornou o primeiro jogador dos Clippers desde Danny Manning (em 1994) a ser selecionado para o All-Star Game.
Quando Brand se tornou um agente livre restrito em 2003, o Miami Heat fez uma oferta no valor de $ 82 milhões em seis anos. No que foi um movimento sem precedentes do dono da equipe, Donald Sterling, os Clippers corresponderam à oferta de Miami e conseguiram manter Brand. Antes disso, o maior contrato que Sterling havia aprovado até aquele ponto foi um acordo de cinco anos e US $ 15 milhões para Eric Piatkowski em 1998. Sterling também se recusou a oferecer a Brand uma extensão de contrato um ano antes, quando ele estava disposto a aceitar menos.
Na temporada de 2005-06, Brand teve um renascimento profissional. Ele teve seus recordes de pontos por jogo (24,7) e porcentagem de arremessos certos (52,7), enquanto liderava os Clippers para um recorde de 47-35, o melhor recorde na história da equipe. Brand foi selecionado para o All-Star Game da NBA de 2006 e foi considerado um forte candidato para o Prêmio de MVP. Brand levou a franquia à sua primeira vitória em uma série de playoffs desde 1976, quando o time era conhecido como Buffalo Braves. Embora os Clippers tenham perdido no Jogo 7 da segunda rodada (semifinais da Conferência Oeste) contra o Phoenix Suns, os Clippers teve a melhor temporada que a  franquia já tinha visto até então. Brand recebeu o Troféu Joe Dumars depois de ser nomeado o vencedor do Prêmio de Espírito Esportivo de 2005-06.
Após sua temporada estelar de 2005-06, Brand regrediu um pouco na temporada seguinte. Sua média de pontuação em 2006-07 caiu e os Clippers não foram para os playoffs.
Ele perdeu a maior parte da temporada de 2007-08 devido a uma ruptura no tendão de Aquiles esquerdo. No entanto, Brand voltou aos Clippers em 2 de abril de 2008, depois de estar de fora desde o final da temporada anterior. Ele contribuiu com 19 pontos em seu retorno. Brand disputou apenas oito jogos naquela temporada.
Brand optou por sair do último ano de seu contrato e se tornar um agente livre. Fontes indicaram que Brand optou por cancelar seu contrato a fim de fornecer aos Clippers mais flexibilidade na folha de pagamento na esperança de fortalecer seu elenco. Isso se concretizou quando os Clippers contrataram a estrela do Golden State Warriors, Baron Davis. Resumidamente, isso deu à direção dos Clippers e à mídia a garantia de que Brand iria de fato assinar novamente com a equipe.

### Philadelphia 76ers (2008–2012)

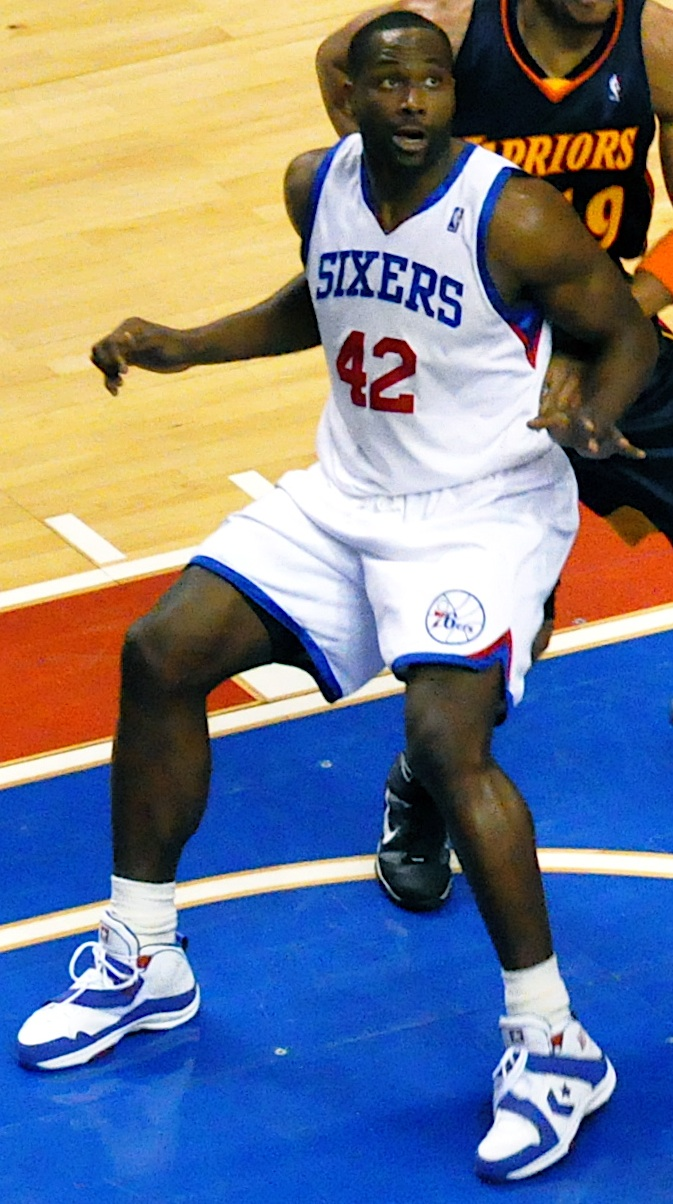
Brand jogando pelos 76ers contra o Golden State Warriors.

Em 9 de julho de 2008, Brand assinou com o Philadelphia 76ers por um contrato de US $ 82 milhões com duração de cinco anos. Brand desejava voltar para a Costa Leste e escolheu Filadélfia por ser o pretendente mais próximo de sua cidade natal, Peekskill, Nova York.
Foi anunciado em 5 de fevereiro de 2009 que Brand faria uma cirurgia no ombro e que iria ficar de fora do resto da temporada. Durante o jogo daquela noite contra o Milwaukee Bucks, ele deslocou o ombro ao ser derrubado ao chão. Brand estava saindo do banco para que pudesse ser lentamente trabalhado de volta na equipe titular, mas depois de mais de um mês no banco e apenas seis jogos, durante os quais sua produção foi severamente limitada, a decisão foi feita para avançar com o cirurgia. O procedimento foi realizado com sucesso no dia 9 de fevereiro.
Em 4 de fevereiro de 2012, Brand marcou 33 pontos em uma vitória de 100-98 sobre o New York Knicks. Ele terminou seu primeiro mandato com o Philadelphia 76ers com médias de 11 pontos e 8 rebotes durante a temporada de 2011-12. Ele teve médias de 8,6 pontos e 4,8 rebotes nos playoffs de 2012 em um total de 13 jogos, quando os Sixers perdeu no Jogo 7 das Semifinais da Conferência Leste para o Boston Celtics por 85-75.
Em 11 de julho de 2012, Brand foi dispensado dos 76ers por meio da cláusula de anistia.

### Dallas Mavericks (2012–2013)

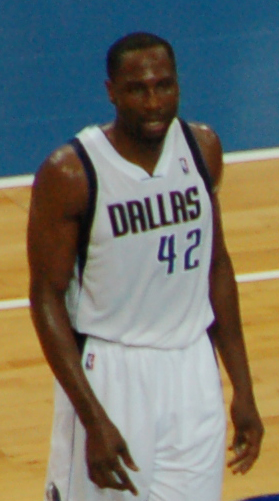
Brand com os Mavericks

Em 13 de julho de 2012, Brand foi contratado pelo Dallas Mavericks com um lance vencedor de US $ 2,1 milhões. Os 76ers ainda tiveram que pagar o saldo restante de $ 18,2 milhões devidos a Brand nesta temporada no último ano de seu contrato.
Na temporada de 2012–13, ele obteve médias de 7,2 pontos, 6,0 rebotes, 1,3 bloqueios e 1,0 assistências em 21,2 minutos. Ele jogou 72 partidas e foi titular em 18 delas. Os Mavericks terminou com um recorde de 41-41 e não foi para os playoffs pela primeira vez desde a temporada de 1999-2000.

### Atlanta Hawks e primeira aposentadoria (2013–2015)
Em 15 de julho de 2013, Brand assinou com o Atlanta Hawks. Em 23 de setembro de 2014, ele assinou novamente com os Hawks e mudou sua camisa de 42 para 7.
Em 11 de agosto de 2015, Brand anunciou sua aposentadoria do basquete profissional.

### Retorno aos 76ers e segunda aposentadoria (2016)
Em 4 de janeiro de 2016, Brand saiu da aposentadoria para voltar a jogar na NBA, citando que o técnico de Duke, Mike Krzyzewski, ajudou a convencê-lo a voltar a jogar. Mais tarde naquele dia, ele assinou com o Philadelphia 76ers, retornando à franquia para uma segunda passagem.
Em 26 de janeiro, ele foi para o banco pela primeira vez, mas não jogou pelos 76ers contra o Phoenix Suns. Em 4 de março, ele fez sua estreia na temporada, jogando em um jogo da NBA pela primeira vez desde 20 de maio de 2015. Em 13 minutos, ele registrou oito pontos e quatro rebotes em uma derrota por 112-102 para o Miami Heat. Em 12 de março, ele registrou 10 pontos contra o Detroit Pistons, marcando dois dígitos pela primeira vez desde 14 de abril de 2014. Em 27 de março, ele registrou um segundo jogo de 10 pontos na derrota para o Golden State Warriors. Dois dias depois, ele registrou sete pontos e nove rebotes na derrota para o Charlotte Hornets e se tornou o 51º jogador na história da NBA a alcançar 9.000 rebotes na carreira.
Em 7 de setembro de 2016, Brand assinou novamente com os 76ers. No entanto, em 20 de outubro de 2016, ele anunciou sua segunda aposentadoria.

## Carreira como dirigente
Em 6 de dezembro de 2016, Brand foi nomeado consultor de desenvolvimento de jogadores do Philadelphia 76ers. Em 28 de agosto de 2017, ele foi nomeado gerente geral do Delaware 87ers (agora Delaware Blue Coats).
Em 20 de setembro de 2018, Brand foi promovido a gerente geral do Philadelphia 76ers. Ele estendeu seu contrato em 2020.

## Perfil do jogador

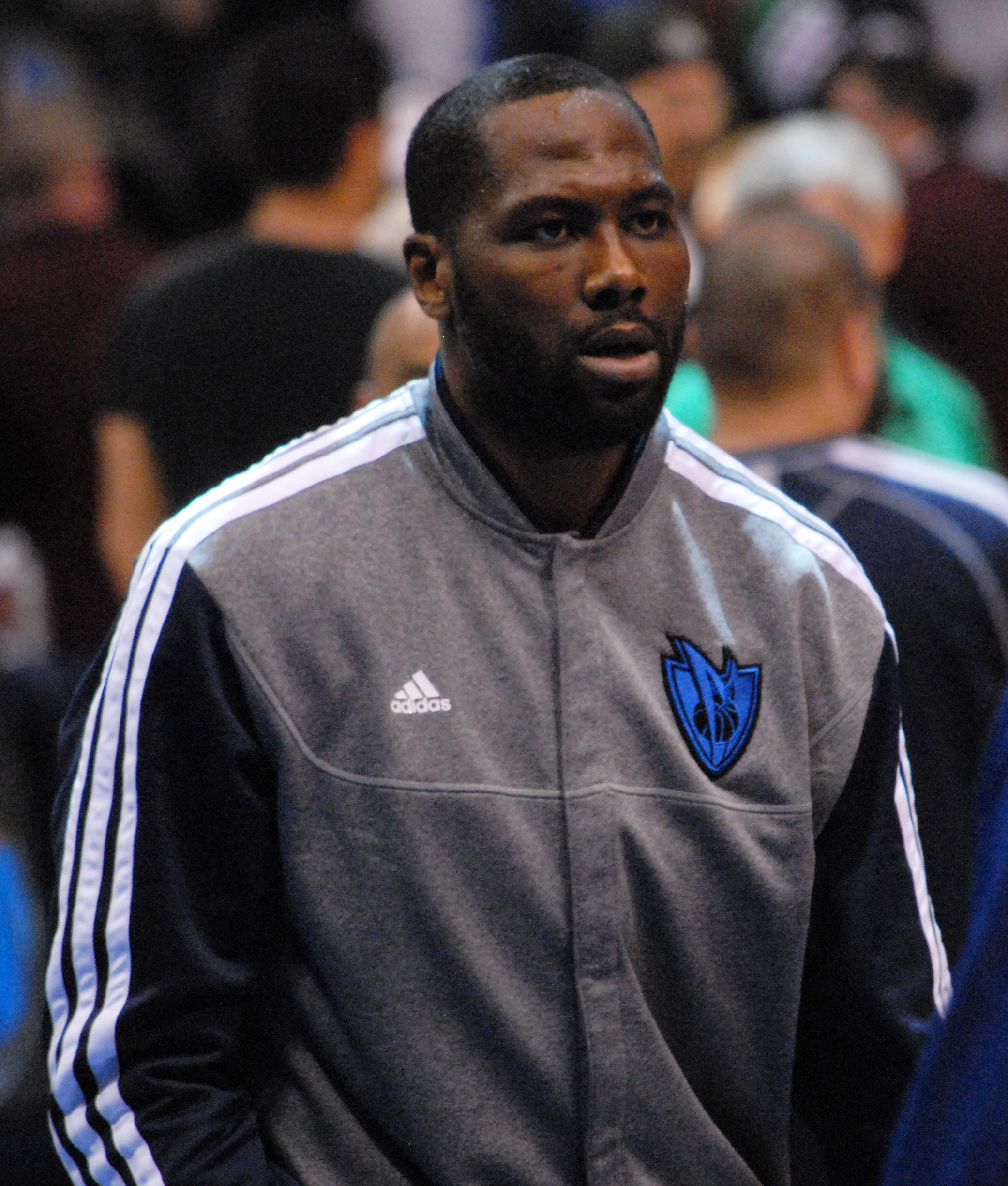
Brand no Dallas Mavericks

No início de sua carreira, Brand se estabeleceu como um dos principais Ala-pivô da NBA. Ele tem médias de 15,9 pontos, 8,5 rebotes (3,1 sendo rebotes ofensivos) e 1,7 bloqueios em 1.058 jogos na carreira.
Brand usava seu corpo largo e atletismo surpreendente para um homem de seu peso para superar seus oponentes. Uma grande envergadura também permitia que ele fosse um excelente bloqueador de arremessos.
Durante o período de entressafra anterior à temporada de 2005-06, ele reduziu seu peso para aumentar sua rapidez e acrescentou mais movimentos de sutileza para que pudesse marcar sem ter que usar a força o tempo todo. Mas o mais importante, ele trabalhou em seu arremesso e como resultado, ele aumentou sua pontuação em 4,7 pontos naquela temporada.

## Estatísticas na NBA

### Temporada regular
| Ano      | Equipe        | PJ    | PT  | MPJ  | AP   | 3P    | LL   | RT   | AS  | BR  | TO  | PPJ  |
| -------- | ------------- | ----- | --- | ---- | ---- | ----- | ---- | ---- | --- | --- | --- | ---- |
| 1999–00  | Chicago       | 81    | 80  | 37.0 | .482 | .000  | .685 | 10.0 | 1.9 | .8  | 1.6 | 20.1 |
| 2000–01  | Chicago       | 74    | 74  | 39.3 | .476 | .000  | .708 | 10.1 | 3.2 | 1.0 | 1.6 | 20.1 |
| 2001–02  | L.A. Clippers | 80    | 80  | 37.8 | .527 | .000  | .742 | 11.6 | 2.4 | 1.0 | 2.0 | 18.2 |
| 2002–03  | L.A. Clippers | 62    | 61  | 39.6 | .502 | .000  | .685 | 11.3 | 2.5 | 1.1 | 2.5 | 18.5 |
| 2003–04  | L.A. Clippers | 69    | 68  | 38.7 | .493 | .000  | .773 | 10.3 | 3.3 | .9  | 2.2 | 20.0 |
| 2004–05  | L.A. Clippers | 81    | 81  | 37.0 | .503 | .000  | .752 | 9.5  | 2.6 | .8  | 2.1 | 20.0 |
| 2005–06  | L.A. Clippers | 79    | 79  | 39.2 | .527 | .333  | .775 | 10.0 | 2.6 | 1.0 | 2.5 | 24.7 |
| 2006–07  | L.A. Clippers | 80    | 80  | 38.5 | .533 | 1.000 | .761 | 9.3  | 2.9 | 1.0 | 2.2 | 20.5 |
| 2007–08  | L.A. Clippers | 8     | 6   | 34.3 | .456 | .000  | .787 | 8.0  | 2.0 | .4  | 1.9 | 17.6 |
| 2008–09  | Philadelphia  | 29    | 23  | 31.7 | .447 | .000  | .676 | 8.8  | 1.3 | .6  | 1.6 | 13.8 |
| 2009–10  | Philadelphia  | 76    | 57  | 30.2 | .480 | .000  | .738 | 6.1  | 1.4 | 1.1 | 1.1 | 13.1 |
| 2010–11  | Philadelphia  | 81    | 81  | 34.7 | .512 | .000  | .780 | 8.3  | 1.5 | 1.1 | 1.3 | 15.0 |
| 2011–12  | Philadelphia  | 60    | 60  | 28.9 | .494 | .000  | .733 | 7.2  | 1.6 | 1.0 | 1.6 | 11.0 |
| 2012–13  | Dallas        | 72    | 18  | 21.2 | .473 | .000  | .710 | 6.0  | 1.0 | .7  | 1.3 | 7.2  |
| 2013–14  | Atlanta       | 73    | 15  | 19.4 | .539 | .000  | .649 | 4.9  | 1.0 | .5  | 1.2 | 5.7  |
| 2014–15  | Atlanta       | 36    | 4   | 13.5 | .442 | .000  | .522 | 2.8  | .6  | .5  | .7  | 2.7  |
| 2015–16  | Philadelphia  | 17    | 1   | 13.2 | .431 | .000  | .889 | 3.7  | 1.1 | .5  | .5  | 4.1  |
| Carreira | Carreira      | 1.058 | 868 | 31.4 | .489 | .078  | .727 | 8.1  | 1.9 | .8  | 1.6 | 14.8 |
| All-Star | All-Star      | 2     | 0   | 18.0 | .563 | .000  | .000 | 8.5  | .5  | .5  | .5  | 9.0  |

### Playoffs
| Ano      | Equipe        | PJ | PT | MPJ  | AP   | 3P   | LL   | RT   | AS  | BR | TO  | PPJ  |
| -------- | ------------- | -- | -- | ---- | ---- | ---- | ---- | ---- | --- | -- | --- | ---- |
| 2006     | L.A. Clippers | 12 | 12 | 43.1 | .551 | .000 | .750 | 10.3 | 4.0 | .9 | 2.6 | 25.4 |
| 2011     | Philadelphia  | 5  | 5  | 37.0 | .548 | .000 | .769 | 8.4  | .6  | .4 | 1.2 | 15.6 |
| 2012     | Philadelphia  | 13 | 13 | 27.4 | .465 | .000 | .625 | 4.8  | .5  | .8 | 1.5 | 8.6  |
| 2014     | Atlanta       | 7  | 0  | 11.6 | .167 | .000 | .800 | 3.3  | .9  | .1 | .9  | 1.1  |
| 2015     | Atlanta       | 3  | 0  | 1.3  | .000 | .000 | .500 | .3   | .0  | .0 | .0  | .3   |
| Carreira | Carreira      | 40 | 30 | 24.0 | .346 | .000 | .688 | 5.4  | 1.2 | .4 | 1.2 | 10.2 |

Fonte:

## Vida pessoal
Brand começou a Elton Brand Foundation na primavera de 2000. Sua fundação é uma organização que fornece suporte a causas nobres em Chicago, Illinois; Peekskill, Nova York; e Durham, Carolina do Norte.
No verão de 2006, Elton se casou com sua namorada de longa data (e colega estudante de Duke) Shahara Simmons na Carolina do Norte. Brand também jogou pela Seleção Americana no Copa América de 2003 e no Campeonato Mundial de 2006 quando teve médias de 8,9 pontos e 3,3 rebotes.

Brand é membro fundador e presidente da Gibraltar Films, uma empresa que investe em aquisição, produção e distribuição de filmes. O primeiro projeto da Gibraltar Films foi a produção de um filme de prisioneiros de guerra da era do Vietnã, Rescue Dawn, dirigido por Werner Herzog. Brand compareceu à estreia do filme no Festival Internacional de Cinema de Toronto.